# Трансгресија
Трансгресија је процес спуштања обалске линије, и надолажења воде у седиментационе басене. Задња трансгресија се десила пре 10000 година након леденог доба, током чега се море издигнуло за 110 метара.
Последице ове појаве у приморију на подручју Хрватске су потапање речних долина Јадранског слива, и настанак далматинске обале (острва паралелна са обалом).